# Draba incerta
Draba incerta är en korsblommig växtart som beskrevs av Edwin Blake Payson. Draba incerta ingår i släktet drabor, och familjen korsblommiga växter. Inga underarter finns listade i Catalogue of Life.